# Viola (Kirsche)
Viola ist eine zu den Knorpelkirschen gehörende dunkle Sorte der Süßkirschen.

## Herkunft
Die Sorte 'Viola' wurde 1957 an der Obstbauversuchsanstalt Jork durch Kreuzung aus den Sorten 'Schneiders späte Knorpelkirsche' und 'Rube' gezüchtet und 1981 in den Handel gebracht.

## Sorteneigenschaften

### Frucht
Die Steinfrucht ist mittelgroß bis groß. Die Haut ist stark glänzend dunkelrot und in der Vollreife fast schwarz. Das saftige, weiche bis mittelfeste Fruchtfleisch schmeckt süß, etwas sauer und herzhaft.

## Verwendung und Anbau
Die Sorte 'Viola' wird als Tafel- und Mostobst verwendet.
Sie ist neben 'Regina', 'Erika' und 'Oktavia' eine der Hauptsorten des Alten Landes.